# Ghazir
Ghazir (arabe : غزير) est un village de montagne libanais situé à une trentaine de kilomètres au nord de Beyrouth dans le caza du Kesrouan au Mont-Liban (Liban). La population du village (et de toute la région) est très majoritairement de confession chrétienne maronite.

## Histoire

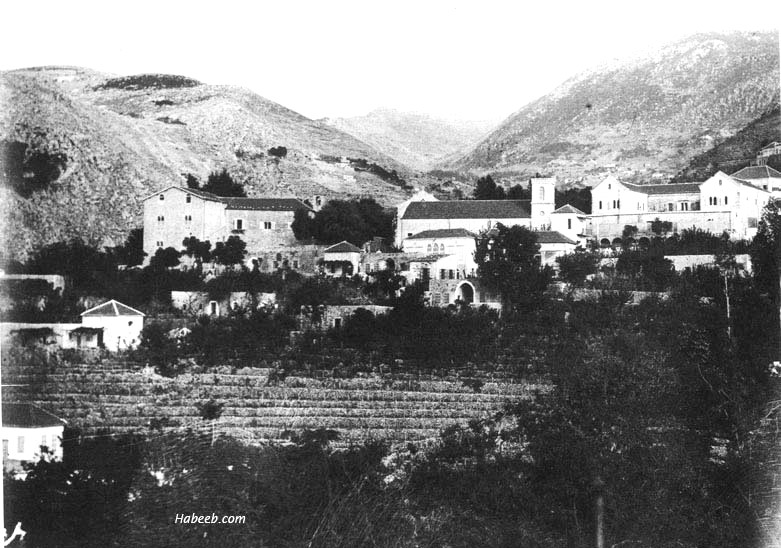
Ghazir en 1893.

Les Jésuites français y fondèrent en 1843 un collège-séminaire qui fut transféré en 1870 à Beyrouth et fut le noyau de l'Université Saint-Joseph (fondée en 1875).